# Revolverheld
Revolverheld är ett tyskt rockband från Hamburg, bildat 2003. De hette ursprungligen "Manga". År 2004 döpte de bandet till "Tsunamikiller" och sedan efteråt beslutades namnet bli "Revolverheld" efter jordbävningen i Indiska oceanen 2004.

## Historia
Revolverheld började sin karriär som förband till Donots, Silbermond och Udo Lindenberg. De började få offentlig uppmärksamhet med deras låt "Rock n 'Roll", som sedan ledde dem till ett coachingprogram i Pop-Akademin Baden-Württemberg. År 2004 blev de signade av skivbolaget Sony BMG. Deras första singel som heter "Generation Rock" släpptes i juni 2005 och gick direkt in på den tyska topplistan. Låten är med på TV-spelet Guitar Hero III: Legends of Rock. Tillsammans med producenten Clemens Matznick producerades deras första album (Revolverheld) som kom ut i september 2005.
Den 7 juli 2007 spelade bandet på den tyska delen av Live Earth i Hamburg. "Helden 2008" spelades in tillägnat till UEFA Euro 2008. Singeln har en musikvideo av bandmedlemmarna klädda som lagmedlemmar i det tyska landslaget, med filmsekvenser av dem i duscharna i omklädningsrummet. Låten blev den 34:e mest sålda sången under 2008 i Tyskland.

Live 2016
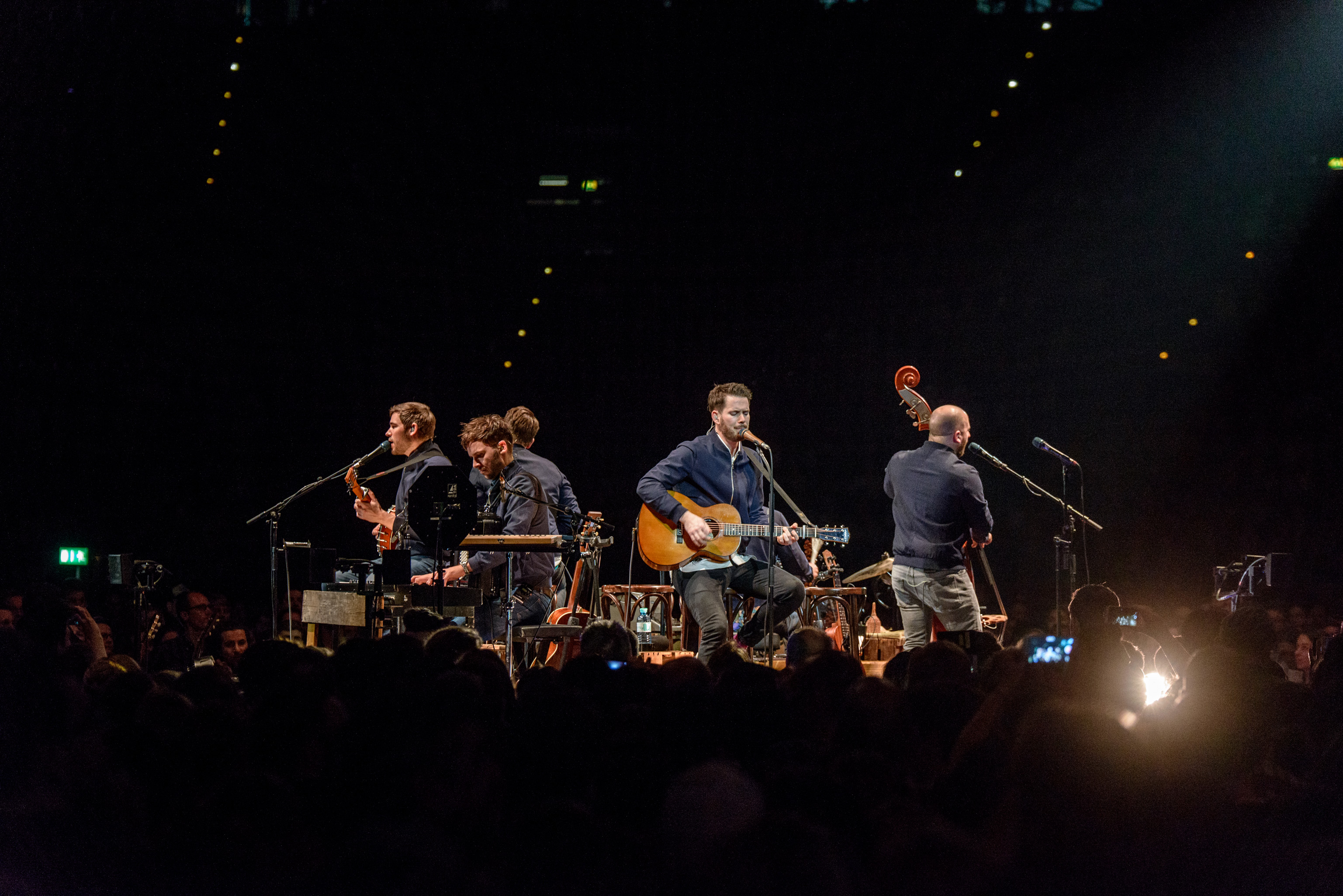
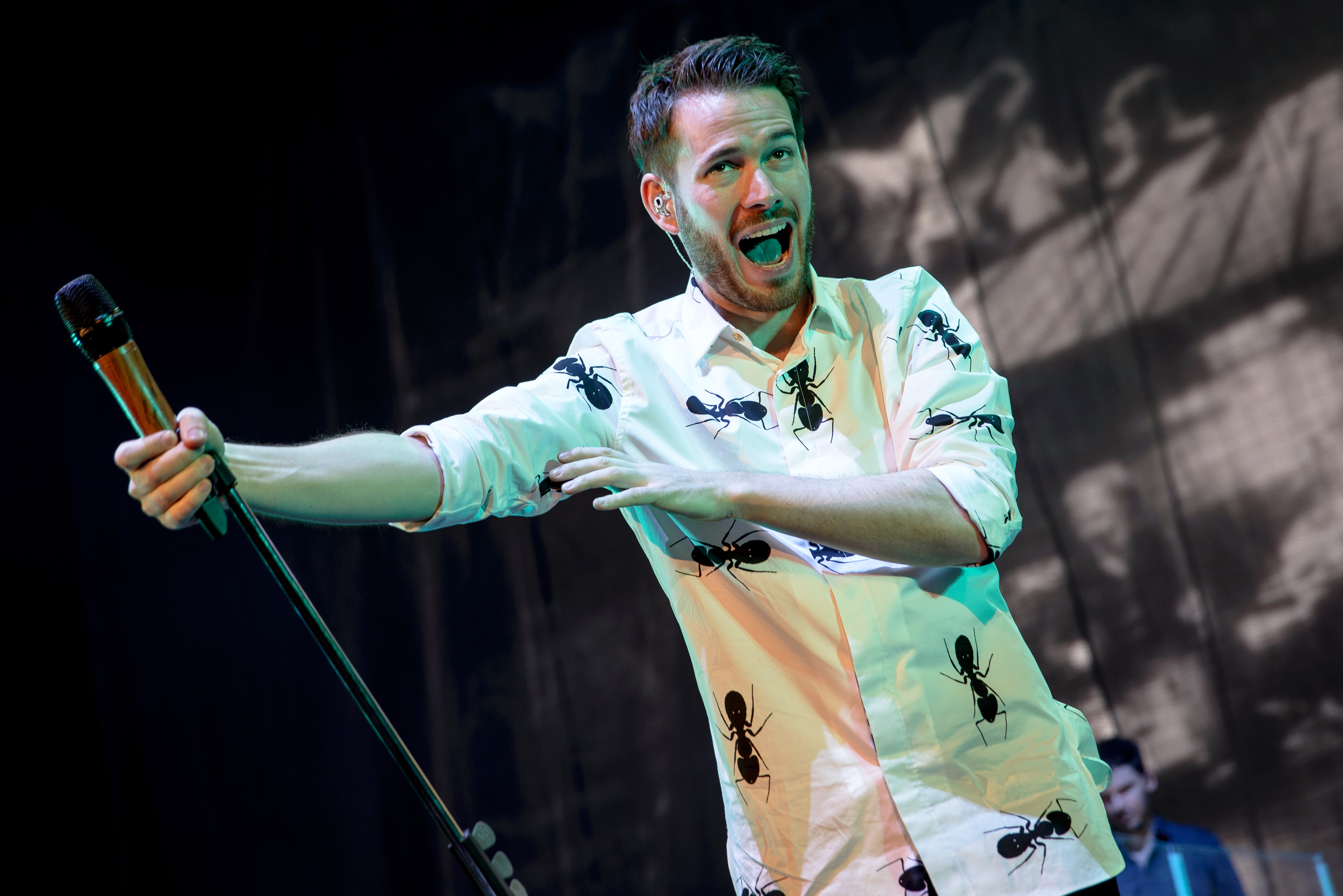
Johannes Strate
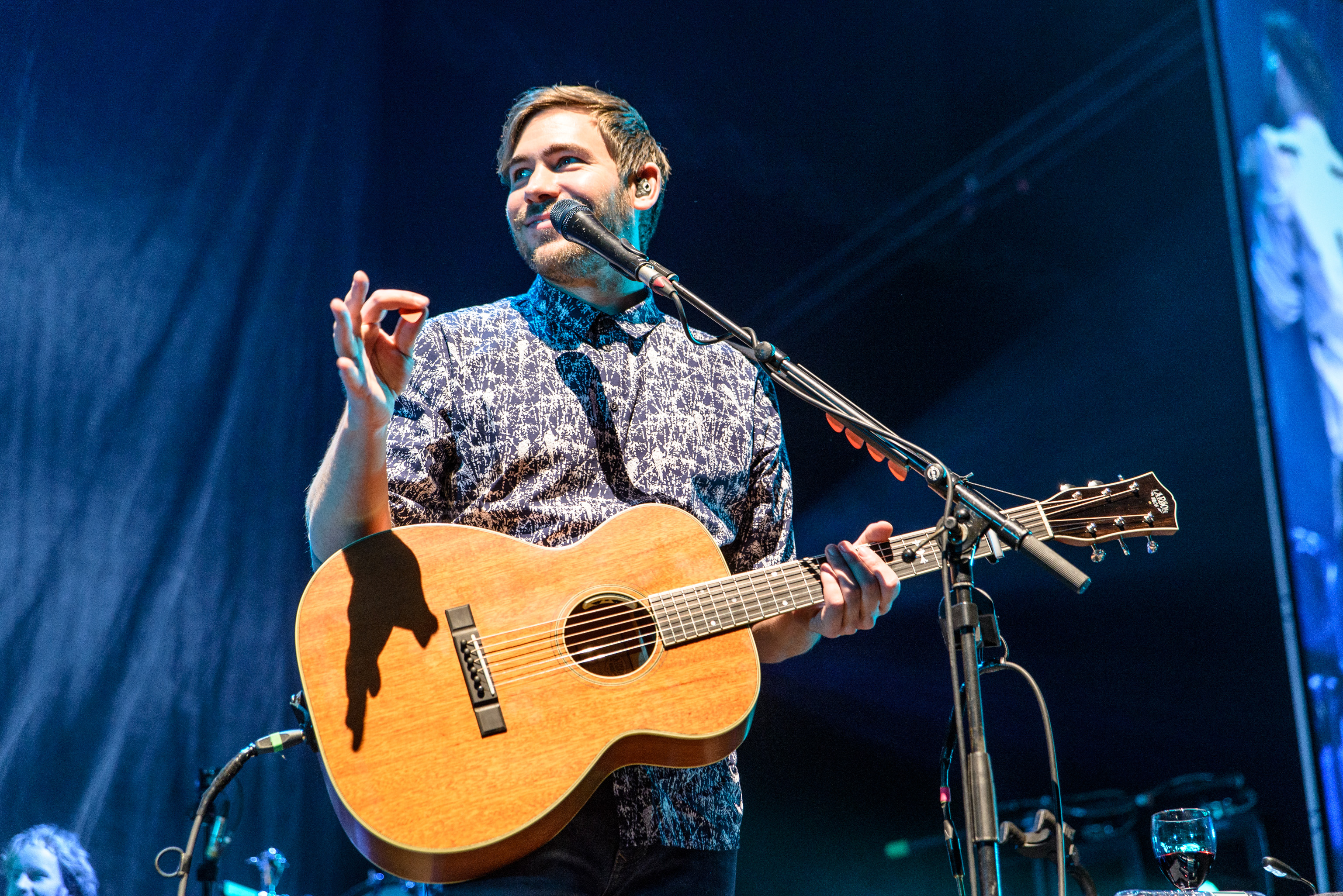
Niels Grötsch
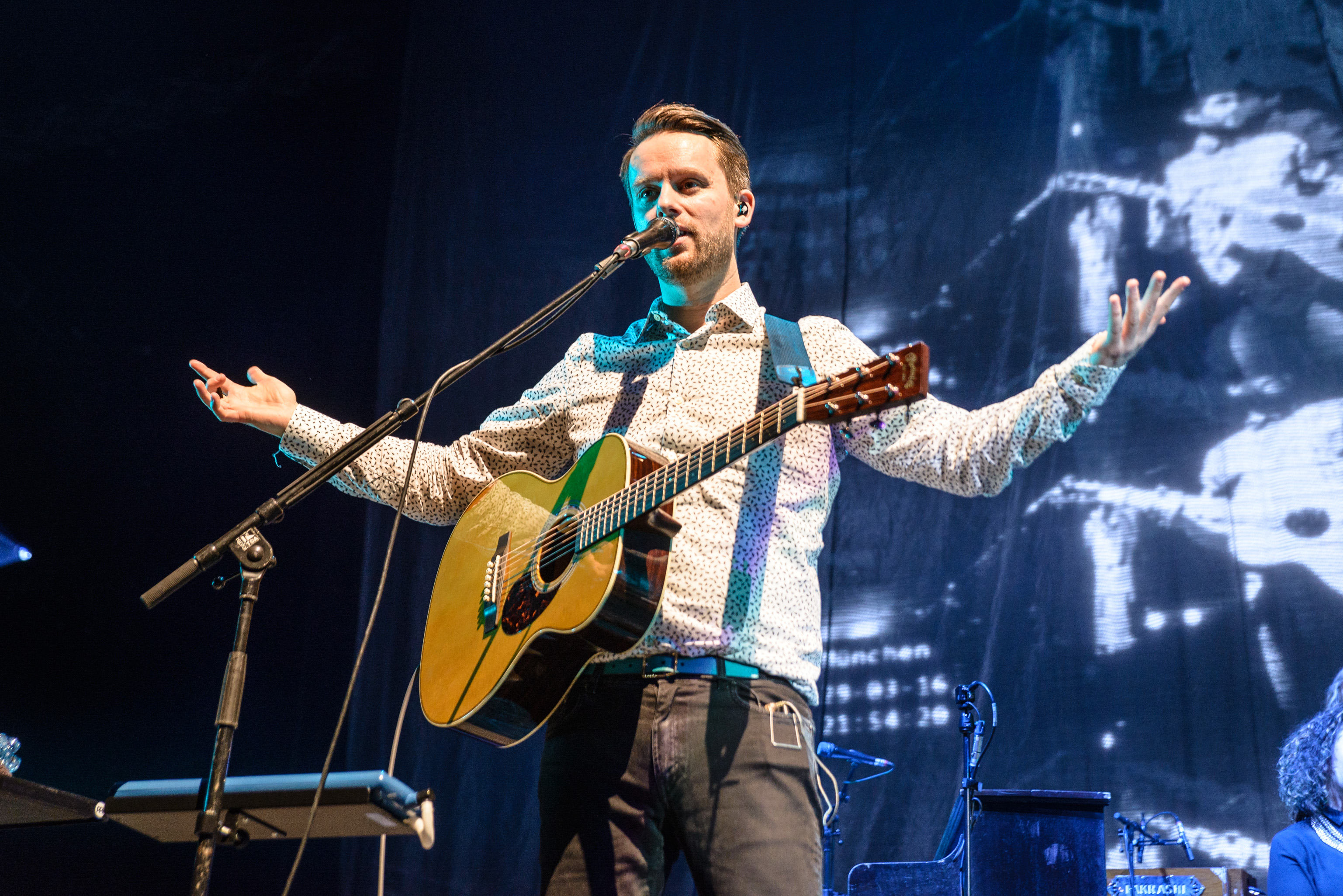
Kristoffer Hünecke

## Diskografi

### Album
- 2005 – Revolverheld
- 2007 – Chaostheorie
- 2010 – In Farbe

### Singlar
- 2005 – Generation Rock
- 2005 – Die Welt steht still
- 2006 – Freunde bleiben
- 2006 – Mit dir chill'n
- 2007 – Ich werd' die Welt verändern
- 2007 – Du explodierst
- 2007 – Unzertrennlich
- 2008 – Helden 2008
- 2010 – Spinner
- 2010 – Keine Liebeslieder
- 2010 – Halt dich an mir fest (feat. Marta Jandová)
- 2024 – Alors on danse

## Bandmedlemmar
- Johannes Strate (född 17 mars 1980) är sångaren (spelar även gitarr) i bandet. Han växte upp i Worpswede nära Bremen. Hans far är en pensionerad gymnasielärare, gitarrist och sångare, hans mor pianist. Redan vid tio års ålder tog han gitarrlektioner och grundade sitt första band vid 14 års ålder, Second Floor. År 2002 deltog han i en popkurs i Hamburg. Förutom Revolverheld är han en av initiativtagarna till "Feels Like Home", vilket är en social "Music and Reading"-serie, som singer-songwriters från hela världen kommer att inbjudas till, som för första gången utförs i Tyskland.
- Kristoffer Hünecke (född 12 maj 1978) är en sångare och gitarrist i bandet. Han arbetade förut som tennistränare. Han gick i samma skola som Niels Frevert (tysk singer/songwriter) och spelat i flera band skolan.
- Jakob Sinn (född 20 december 1980) är trummisen i bandet. Vid tio års ålder började han spela trummor och tog trumlektioner. Senare gav han lektioner och även arbetat deltid som modell.
- Florian "Flo" Speer (född 10 juni 1977) är basist i bandet. När han var nio år, tog han gitarrlektioner, basspelandet lärde han sig själv. Efter flera små band och "The Skatoons" kom han till slut till Revolverheld.
- Niels Grötsch (född 22 april 1980) är sångare och gitarrist i bandet. Han började när han var nio år med att spela gitarr. Han tog under de fem första åren av akustiskgitarrlektioner. Vid 14 års ålder gick han medi ett skolband och tog elgitarrslektioner. Efter några små band grundade han, tillsammans med Jakob Sinn och Kristoffer Hünecke gruppen Freiraum.